# A-6301
La  A-6301  es una carretera jienense que une Beas de Segura y Cortijos Nuevos. No nace exactamente en Beas, sino en la carretera  N-322 . Aun así, la carretera  A-312 , también termina en este cruce, y en vez seguir llamándose A-312, se llama A-6301.

## Recorrido
La carretera inicia en la carretera nacional  N-322 . Tras 6 km de curvas llega a Beas de Segura, donde en su travesía, se cruza con la carretera provincial  JA-9114 . Sale de la localidad y se va internando poco a poco en el P.N. de las Sierras de Cazorla, Segura y Las Villas. Cruza las carreteras  JV-7007  y  JA-9115 . Atraviesa las pedanías Cuevas de Ambrosio y Cortijo de las Piedras, y finalmente llega a Cañada Catena, donde empieza a subir el puerto de su mismo nombre. Tras unas curvas llega a Cortijos Nuevos, donde enlaza con la carretera  A-317 , carretera de Orcera a Puebla de D. Fadrique.